# Augustin Holík
Augustin Holík SDB (25. dubna 1919 Velíková – 18. září 1996 Zlín), byl český katolický kněz, člen řádu salesiánů.

## Studium
Pocházel z rolnické rodiny. Měl šest sourozenců. V roce 1930 chodil do měšťanské školy ve Fryštáku kde se seznámil se salesiány. V následujícím školním roce se stal primánem v salesiánském ústavě ve Fryštáku.
V roce 1936 vstoupil do salesiánského noviciátu na Slovensku ve Sv. Beňadiku, kde složil 16. srpna 1937 své první sliby. Po těchto slibech odešel do filosofického studentátu (studium filozofie) v Ostravě. Tam pokračoval ve studiu vyšších tříd gymnázia. V roce 1940 maturoval a složil věčné sliby. Po maturitě přišel na asistenci (forma spolupráce) do oratoře v Brně-Žabovřeskách. Jeho studium teologie bylo však poznamenáno německou okupací a válkou. Začal působit v roce 1943 na faře ve Fryštáku, v té době byl fryštacký salesiánský ústav zabrán. Druhý rok teologie absolvoval v Brně, kam se část studentů přestěhovala. Po válce byl rok v Mníšku pod Brdy. Svá studia dokončil v Oseku u Duchcova, kde byl 6. července 1947 vysvěcen na kněze biskupem Weberem.

## Kněžská služba
Svoji kněžskou službu začal jako kaplan na salesiánské faře ve Vinoři u Prahy. (Více viz níže v kapitole „pamětní deska na vinořské faře“.) V roce 1949 se zde stal administrátorem. Při násilné likvidaci řeholí při tzv. Akci K v noci z 13. na 14. dubna 1950 byl převezen do internačního kláštera v Želivě. Pracoval zde v truhlářské dílně do roku 1955, kdy byl propuštěn. Odešel ke své rodině a do roku 1968 vystřídal řadu zaměstnání. Byl dělníkem v Dřevoně, údržbářem a topičem v nemocnici, dělníkem na pile, malířem a natěračem u Severomoravských pekáren.
V roce 1968 odešel s dalším salesiánem Vojtěchem Fuglíkem do Trmic v Ústí nad Labem. Dostal státní souhlas jen k výpomoci v duchovní správě a byl zaměstnancem farního úřadu. Podílel se svou zručností na rekonstrukci a opravách kostelů v trmickém farním obvodu. V Trmicích zůstal i po odchodu Fuglíka v roce 1973 do Hradecké diecéze. Pomáhal královéhradeckému biskupovi Karlu Otčenáškovi, který byl kvůli komunistickému režimu nuceně v Trmicích. Po roce 1989 pomáhal nějakou dobu v Bílině a v Duchcově. V roce 1993 přišel do Filipova. Byl správcem v budově Salesiánského střediska mládeže. Zemřel 18. září 1996 při návštěvě Zlína, na srdeční selhání, poté, kdy dokončil mši svatou v oratoři nad sakristií zlínského kostela, a při odchodu do sakristie spadl ze schodů. Poslední rozloučení s ním se konalo 24. září 1996 v 11 hodin v Lukově. Po mši svaté byl pochován na místním hřbitově do kněžského hrobu. Z pozůstalosti je cenný jeho deník „Za zdmi Želiva“, kde popisuje tvrdý komunistický útlak internovaných řeholníků v roce 1950.

## Pamětní deska na vinořské faře

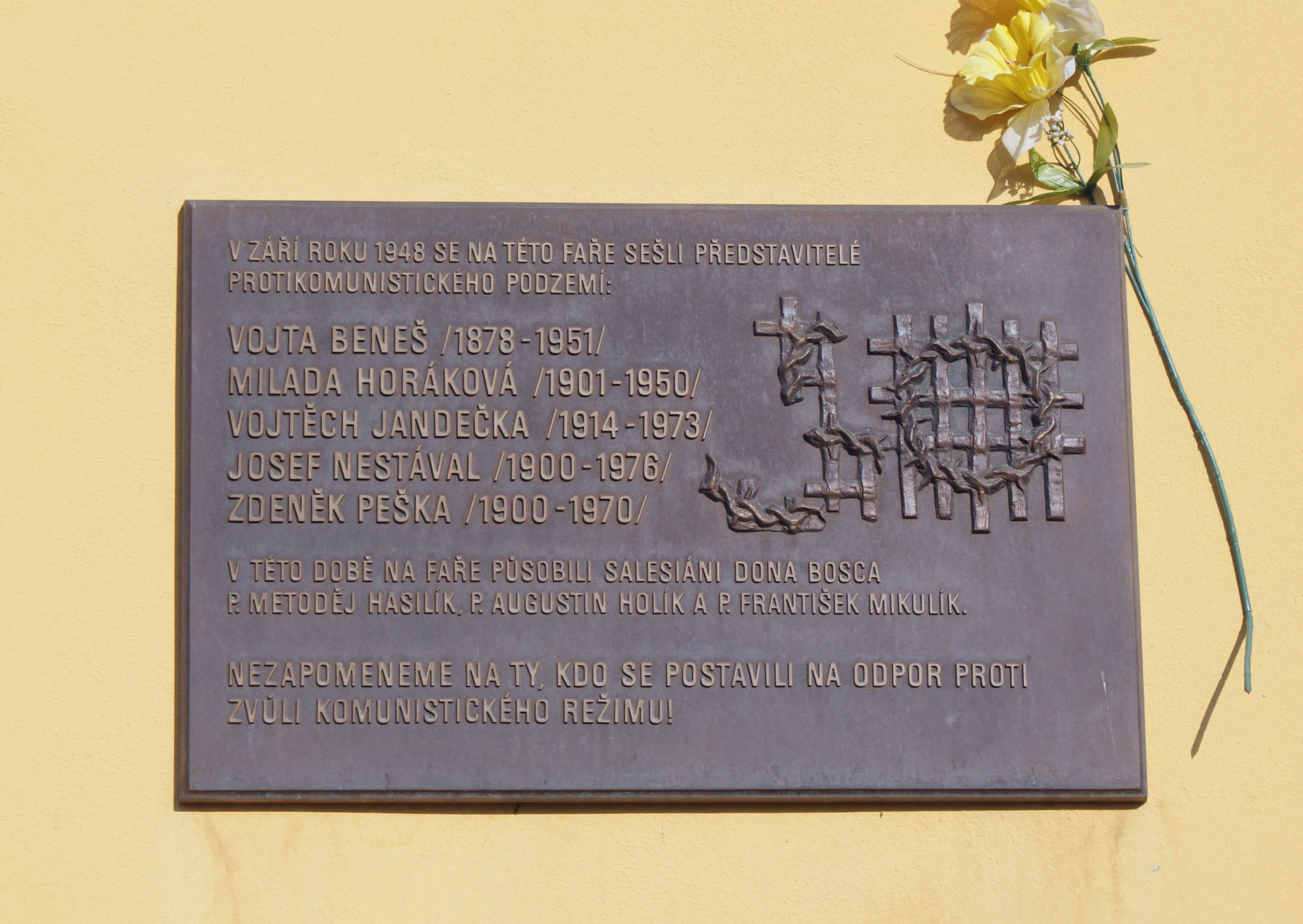
Pamětní deska na vinořské faře

Pamětní deska se symbolickým reliéfem  na budově vinořské fary připomíná protikomunistický odboj. Je věnována JUDr. Miladě Horákové, Vojtovi Benešovi, Vojtěchu Jandečkovi, Josefu Nestávalovi, Zdeňku Peškovi a řádovým kněžím. Deska byla odhalena 24. října 2002 a nachází se vpravo od vchodu do farního úřadu ve Vinoři na adrese: Vinořské náměstí 16, 190 17 Praha 9. (GPS souřadnice: 50°08′35″ s. š., 14°34′48″ v. d.) Výše jmenovaní bývalí funkcionáři českých nekomunistických stran (Horáková a Nestával za národní socialisty a zároveň byli i členy národněsocialistické „politické šestky“ ; Beneš a Peška za sociální demokraty; Jandečka za stranu lidovou) se zde sešli dne 25. září 1948 aby projednali otázku možné koordinace politických aktivit jednotlivých stran. Jediný závěr, ke kterému dospěli bylo konstatování, že každá strana bude i nadále vyvíjet politickou činnost samostatně a vzájemné informování bude probíhat v individuální rovině. Tato vinořská schůzka byla jedním z ústředních bodů konstrukce a posléze i obžaloby v procesu, v němž byli komunistickým režimem odsouzeni: Milada Horáková, Josef Nestával a Zdeněk Peška. (Vojtěch Jandečka byl zatčen a souzen se skupinou funkcionářů spolku Orel. Vojta Beneš, starší bratr Edvarda Beneše, odešel na jaře 1949 do exilu.) Řádový dům salesiánů Dona Bosca ve Vinoři byl zlikvidován komunistickým režimem (v noci ze 13. na 14. dubna 1950) v rámci tzv. Akce K spolu s dalšími kláštery a mužskými řeholními řády.
V ZÁŘÍ ROKU 1948 SE NA TÉTO FAŘE SEŠLI PŘEDSTAVITELÉ 
 PROTIKOMUNISTICKÉHO PODZEMÍ: 
 
 VOJTA BENEŠ (1878–1951) 
 MILADA HORÁKOVÁ (1901–1950) 
 VOJTĚCH JANDEČKA (1914–1973) 
 JOSEF NESTÁVAL (1900–1976) 
 ZDENĚK PEŠKA (1900–1970) 
 
 V TÉTO DOBĚ NA FAŘE PŮSOBILI SALESIÁNI DONA BOSCA 
 P. METODĚJ HASILÍK, P. AUGUSTIN HOLÍK A P. FRANTIŠEK MIKULÍK. 
 
 NEZAPOMENEME NA TY, KDO SE POSTAVILI NA ODPOR PROTI 
 ZVŮLI KOMUNISTICKÉHO REŽIMU! 
pamětní deska  